# حريق بون سبرينغز
بون سبرينغز كان حريق هائل في مقاطعة إلكو في نيفادا في الولايات المتحدة. تم الإبلاغ عن الحريق لأول مرة في 4 يوليو 2018. وتم احتواء الحريق في 9 يوليو على مساحة 3073 فدانًا (12 كم 2). خلال أوجه هدد الحريق منشآت المزارع، وحركة المرور على طريق الولايات المتحدة 93 البديل، ومحطة بون سبرينغز.

## الأحداث
بدأ حريق بون سبرينغز حوالي الساعة 11 صباحًا في الرابع من يوليو. لا يزال السبب غير معروف. حرق العشب الصغير والعشب القصير، يهدد الحريق هياكل المزارع الصغيرة وطريق الولايات المتحدة 93 البديل. تم احتواء الحريق في 9 يوليو بعد حرق 3073 فدان (12 كم 2).

## التأثيرات
هدد الحريق مزرعة دولي فاردين سبرينغز، وطريق الولايات المتحدة 93 البديل، ومحطة بون سبرينغز.